# V-League 2015-2016 (femminile)
La V-League 2015-2016 si è svolta dall'11 ottobre 2015 al 21 marzo 2016: al torneo hanno partecipato 6 squadre di club sudcoreane e la vittoria finale è andata per la seconda volta allo Hyundai Hillstate.	

## Regolamento
La competizione prevede che le sei squadre partecipanti prendano parte a una regular season composta da sei round, per un totale di trenta incontri ciascuna:	
- la prima classificata accede direttamente alla finale dei play-off scudetto, giocata al meglio delle cinque gare;
- la seconda e la terza classificata accedono alla semifinale dei play-off scudetto, giocandosi l'accesso in finale al meglio delle tre gare.

## Squadre partecipanti
- KGC Ginseng
- GS Caltex Seoul
- Gyeongbuk Hi-Pass
- Pink Spiders
- Hyundai Hillstate
- IBK Altos

## Campionato

### Regular season

#### Risultati
| Primo round |                                       |     |                                   |
|             |                                       |     |                                   |
| 11-10       | Pink Spiders Ins. - Hyundai Hillstate | 3-2 | 25-19, 20-25, 16-25, 25-21, 15-13 |
| 12-10       | IBK Altos - GS Caltex Seoul           | 0-3 | 20-25, 15-25, 25-27               |
| 14-10       | Daejeon KGC - Pink Spiders Ins.       | 2-3 | 30-28, 19-25, 25-13, 29-31, 13-15 |
| 15-10       | GS Caltex Seoul - Hyundai Hillstate   | 2-3 | 25-16, 25-17, 23-25, 22-25, 10-15 |
| 17-10       | Pink Spiders Ins. - IBK Altos         | 0-3 | 23-25, 16-25, 23-25               |
| 19-10       | Gyeongbuk Hi-Pass - Hyundai Hillstate | 2-3 | 25-22, 25-22, 22-25, 21-25, 8-15  |
| 20-10       | Daejeon KGC - IBK Altos               | 1-3 | 16-25, 25-27, 25-18, 13-25        |
| 21-10       | Pink Spiders Ins. - GS Caltex Seoul   | 3-0 | 25-20, 25-23, 25-21               |
| 24-10       | GS Caltex Seoul - Gyeongbuk Hi-Pass   | 3-1 | 21-25, 25-13, 25-15, 25-19        |
| 26-10       | Gyeongbuk Hi-Pass - Pink Spiders Ins. | 2-3 | 11-25, 19-25, 25-18, 25-20, 10-15 |
| 27-10       | GS Caltex Seoul - Daejeon KGC         | 2-3 | 20-25, 16-25, 25-20, 25-13, 13-15 |
| 28-10       | Hyundai Hillstate - IBK Altos         | 3-1 | 25-18, 21-25, 25-19, 25-12        |
| 31-10       | IBK Altos - Gyeongbuk Hi-Pass         | 1-3 | 21-25, 27-29, 25-17, 17-25        |
| 01-11       | Daejeon KGC - Hyundai Hillstate       | 0-3 | 11-25, 19-25, 22-25               |

| Secondo round |                                       |     |                                   |
|               |                                       |     |                                   |
| 03-11         | Gyeongbuk Hi-Pass - GS Caltex Seoul   | 3-1 | 26-24, 22-25, 25-23, 25-18        |
| 04-11         | IBK Altos - Daejeon KGC               | 3-0 | 25-20, 25-9, 25-16                |
| 05-11         | Hyundai Hillstate - Pink Spiders Ins. | 2-3 | 24-26, 25-19, 22-25, 25-14, 8-15  |
| 07-11         | Daejeon KGC - GS Caltex Seoul         | 2-3 | 23-25, 31-29, 25-20, 18-25, 7-15  |
| 08-11         | Hyundai Hillstate - Gyeongbuk Hi-Pass | 3-0 | 25-18, 25-14, 25-18               |
| 10-11         | GS Caltex Seoul - IBK Altos           | 0-3 | 23-25, 19-25, 23-25               |
| 11-11         | Hyundai Hillstate - Daejeon KGC       | 3-0 | 25-19, 25-19, 25-20               |
| 14-11         | IBK Altos - Pink Spiders Ins.         | 3-0 | 25-17, 27-25, 25-14               |
| 16-11         | Hyundai Hillstate - GS Caltex Seoul   | 3-2 | 25-19, 22-25, 22-25, 25-22, 15-9  |
| 18-11         | Daejeon KGC - Gyeongbuk Hi-Pass       | 0-3 | 17-25, 23-25, 23-25               |
| 19-11         | GS Caltex Seoul - Pink Spiders Ins.   | 3-2 | 18-25, 21-25, 25-22, 25-15, 17-15 |
| 22-11         | Gyeongbuk Hi-Pass - IBK Altos         | 3-0 | 25-13, 25-13, 25-13               |
| 23-11         | Pink Spiders Ins. - Daejeon KGC       | 3-1 | 25-23, 25-15, 16-25, 25-14        |
| 25-11         | IBK Altos - Hyundai Hillstate         | 2-3 | 21-25, 17-25, 25-20, 25-19, 3-15  |
| 26-11         | Pink Spiders Ins. - Gyeongbuk Hi-Pass | 3-0 | 25-13, 25-17, 25-21               |

| Terzo round |                                       |     |                                   |
|             |                                       |     |                                   |
| 29-11       | Daejeon KGC - Gyeongbuk Hi-Pass       | 2-3 | 19-25, 25-20, 15-25, 25-23, 11-15 |
| 30-11       | IBK Altos - GS Caltex Seoul           | 3-0 | 25-15, 26-24, 25-9                |
| 02-12       | Pink Spiders Ins. - Gyeongbuk Hi-Pass | 3-0 | 25-23, 25-21, 25-16               |
| 03-12       | GS Caltex Seoul - Daejeon KGC         | 3-1 | 24-26, 25-23, 25-16, 25-22        |
| 05-12       | Hyundai Hillstate - IBK Altos         | 3-0 | 25-22, 25-15, 25-13               |
| 06-12       | Gyeongbuk Hi-Pass - GS Caltex Seoul   | 3-2 | 27-29, 25-18, 22-25, 25-19, 15-11 |
| 07-12       | Daejeon KGC - Pink Spiders Ins.       | 1-3 | 25-23, 18-25, 25-27, 21-25        |
| 09-12       | Gyeongbuk Hi-Pass - Hyundai Hillstate | 3-2 | 23-25, 25-16, 22-25, 25-22, 15-12 |
| 12-12       | Hyundai Hillstate - Daejeon KGC       | 3-0 | 25-21, 39-37, 25-17               |
| 13-12       | IBK Altos - Pink Spiders Ins.         | 3-1 | 25-27, 25-19, 25-20, 25-16        |
| 14-12       | Hyundai Hillstate - GS Caltex Seoul   | 3-1 | 25-19, 12-25, 25-19, 25-22        |
| 16-12       | IBK Altos - Daejeon KGC               | 3-0 | 25-20, 25-18, 25-20               |
| 17-12       | Pink Spiders Ins. - Hyundai Hillstate | 0-3 | 23-25, 22-25, 13-25               |
| 19-12       | Gyeongbuk Hi-Pass - IBK Altos         | 1-3 | 23-25, 18-25, 25-21, 8-25         |
| 21-12       | Pink Spiders Ins. - GS Caltex Seoul   | 2-3 | 25-19, 16-25, 23-25, 25-17, 7-15  |
| 22-12       | Gyeongbuk Hi-Pass - Daejeon KGC       | 2-3 | 16-25, 25-18, 25-21, 14-25, 10-15 |

| Quarto round |                                       |     |                                   |
|              |                                       |     |                                   |
| 28-12        | GS Caltex Seoul - Pink Spiders Ins.   | 2-3 | 28-30, 25-20, 15-25, 25-22, 13-15 |
| 29-12        | Daejeon KGC - Hyundai Hillstate       | 0-3 | 17-25, 14-25, 11-25               |
| 30-12        | GS Caltex Seoul - Gyeongbuk Hi-Pass   | 3-1 | 25-20, 22-25, 25-18, 25-23        |
| 31-12        | Hyundai Hillstate - Pink Spiders Ins. | 0-3 | 16-25, 29-31, 19-25               |
| 01-01        | Gyeongbuk Hi-Pass - Daejeon KGC       | 3-1 | 25-11, 25-16, 21-25, 25-22        |
| 02-01        | GS Caltex Seoul - IBK Altos           | 0-3 | 20-25, 22-25, 13-25               |
| 03-01        | Pink Spiders Ins. - Daejeon KGC       | 3-2 | 28-26, 25-27, 11-25, 26-24, 15-4  |
| 05-01        | IBK Altos - Gyeongbuk Hi-Pass         | 3-1 | 25-22, 19-25, 25-18, 25-19        |
| 07-01        | GS Caltex Seoul - Hyundai Hillstate   | 1-3 | 21-25, 26-24, 23-25, 19-25        |
| 09-01        | Daejeon KGC - IBK Altos               | 0-3 | 19-25, 19-25, 21-25               |
| 11-01        | Hyundai Hillstate - Gyeongbuk Hi-Pass | 0-3 | 14-25, 18-25, 23-25               |
| 12-01        | Pink Spiders Ins. - IBK Altos         | 0-3 | 21-25, 19-25, 24-26               |
| 13-01        | Daejeon KGC - GS Caltex Seoul         | 3-1 | 25-23, 30-28, 23-25, 25-19        |
| 16-01        | Gyeongbuk Hi-Pass - Pink Spiders Ins. | 0-3 | 25-27, 16-25, 25-27               |
| 18-01        | IBK Altos - Hyundai Hillstate         | 3-0 | 25-15, 25-15, 25-17               |

| Quinto round |                                       |     |                                   |
|              |                                       |     |                                   |
| 19-01        | GS Caltex Seoul - Pink Spiders Ins.   | 3-0 | 26-24, 25-21, 30-28               |
| 21-01        | IBK Altos - Daejeon KGC               | 3-0 | 25-16, 25-12, 25-22               |
| 24-01        | GS Caltex Seoul - Gyeongbuk Hi-Pass   | 3-1 | 14-25, 25-15, 25-9, 25-20         |
| 25-01        | Pink Spiders Ins. - IBK Altos         | 2-3 | 25-22, 23-25, 17-25, 25-20, 12-15 |
| 27-01        | Hyundai Hillstate - Pink Spiders Ins. | 3-1 | 25-16, 25-22, 16-25, 25-19        |
| 28-01        | Gyeongbuk Hi-Pass - Daejeon KGC       | 0-3 | 14-25, 22-25, 23-25               |
| 30-01        | GS Caltex Seoul - IBK Altos           | 2-3 | 21-25, 25-14, 25-15, 20-25, 9-15  |
| 31-01        | Pink Spiders Ins. - Gyeongbuk Hi-Pass | 0-3 | 16-25, 12-25, 24-26               |
| 01-02        | Daejeon KGC - Hyundai Hillstate       | 3-2 | 30-28, 13-25, 12-25, 25-19, 15-12 |
| 03-02        | Daejeon KGC - Pink Spiders Ins.       | 2-3 | 21-25, 25-21, 25-22, 17-25, 9-15  |
| 04-02        | Gyeongbuk Hi-Pass - Hyundai Hillstate | 3-0 | 25-20, 25-16, 25-22               |
| 06-02        | Daejeon KGC - GS Caltex Seoul         | 0-3 | 13-25, 10-25, 17-25               |
| 07-02        | Hyundai Hillstate - IBK Altos         | 1-3 | 19-25, 15-25, 25-22, 20-25        |
| 09-02        | IBK Altos - Gyeongbuk Hi-Pass         | 1-3 | 22-25, 25-23, 17-25, 17-25        |
| 10-02        | Hyundai Hillstate - GS Caltex Seoul   | 1-3 | 25-18, 10-25, 23-25, 27-29        |

| Sesto round |                                       |     |                                   |
|             |                                       |     |                                   |
| 13-02       | Hyundai Hillstate - Gyeongbuk Hi-Pass | 3-0 | 25-17, 25-23, 25-22               |
| 14-02       | IBK Altos - Pink Spiders Ins.         | 1-3 | 19-25, 25-22, 22-25, 23-25        |
| 16-02       | Daejeon KGC - Gyeongbuk Hi-Pass       | 3-2 | 25-27, 25-17, 25-21, 23-25, 15-11 |
| 18-02       | GS Caltex Seoul - Hyundai Hillstate   | 3-0 | 25-17, 25-23, 25-21               |
| 20-02       | Pink Spiders Ins. - Daejeon KGC       | 0-3 | 15-25, 19-25, 22-25               |
| 23-02       | Hyundai Hillstate - Daejeon KGC       | 3-0 | 25-18, 25-18, 25-17               |
| 24-02       | Pink Spiders Ins. - GS Caltex Seoul   | 3-1 | 25-20, 23-25, 25-15, 25-20        |
| 25-02       | Gyeongbuk Hi-Pass - IBK Altos         | 3-2 | 25-23, 22-25, 25-22, 18-25, 15-10 |
| 27-02       | IBK Altos - Hyundai Hillstate         | 3-2 | 25-18, 14-25, 18-25, 25-13, 15-10 |
| 28-02       | GS Caltex Seoul - Daejeon KGC         | 3-1 | 25-15, 22-25, 25-19, 25-13        |
| 29-02       | Gyeongbuk Hi-Pass - Pink Spiders Ins. | 2-3 | 25-22, 19-25, 28-26, 22-25, 7-15  |
| 02-03       | Daejeon KGC - IBK Altos               | 0-3 | 21-25, 23-25, 17-25               |
| 03-03       | Gyeongbuk Hi-Pass - GS Caltex Seoul   | 2-3 | 25-22, 25-22, 21-25, 22-25, 11-15 |
| 05-03       | Pink Spiders Ins. - Hyundai Hillstate | 3-2 | 25-19, 15-25, 19-25, 25-17, 16-14 |
| 06-03       | IBK Altos - GS Caltex Seoul           | 1-3 | 25-20, 16-25, 18-25, 20-25        |

#### Classifica
| Pos. | Squadra           | Pt | G  | V  | P  | SV | SP | Ratio | PF | PS | Ratio |
| ---- | ----------------- | -- | -- | -- | -- | -- | -- | ----- | -- | -- | ----- |
| 1    | IBK Altos         | 59 | 30 | 20 | 10 | -  | -  | 1.683 | -  | -  | 1.072 |
| 2    | Hyundai Hillstate | 53 | 30 | 17 | 13 | -  | -  | 1.275 | -  | -  | 1.056 |
| 3    | Pink Spiders      | 48 | 30 | 18 | 12 | -  | -  | 1.069 | -  | -  | 1.002 |
| 4    | GS Caltex Seoul   | 47 | 30 | 15 | 15 | -  | -  | 1.033 | -  | -  | 1.035 |
| 5    | Gyeongbuk Hi-Pass | 41 | 30 | 13 | 17 | -  | -  | 0.889 | -  | -  | 0.977 |
| 6    | KGC Ginseng       | 22 | 30 | 7  | 23 | -  | -  | 0.474 | -  | -  | 0.874 |

| Ammessa alla finale play-off | Ammesse alla semifinale play-off |

### Play-off scudetto
|  | Semifinali        | Semifinali        | Semifinali        | Semifinali | Semifinali |  |  | Finale            | Finale            | Finale            | Finale            | Finale | Finale | Finale |  |
|  |                   |                   |                   |            |            |  |  |                   |                   |                   |                   |        |        |        |  |
|  | IBK Altos         |                   |                   |            |            |  |  |                   |                   |                   |                   |        |        |        |  |
|  |                   |                   |                   |            |            |  |  | IBK Altos         | IBK Altos         | IBK Altos         | IBK Altos         | 0      | 0      | 0      |  |
|  | Hyundai Hillstate | Hyundai Hillstate | Hyundai Hillstate | 3          | 3          |  |  | Hyundai Hillstate | Hyundai Hillstate | Hyundai Hillstate | Hyundai Hillstate | 3      | 3      | 3      |  |
|  | Pink Spiders      | Pink Spiders      | Pink Spiders      | 1          | 1          |  |  |                   |                   |                   |                   |        |        |        |  |

#### Semifinale
| Gara 1 |                                       |     |                            |
|        |                                       |     |                            |
| 11-03  | Hyundai Hillstate - Pink Spiders Ins. | 3-1 | 26-28, 25-16, 25-15, 25-22 |

| Gara 2 |                                       |     |                            |
|        |                                       |     |                            |
| 13-03  | Pink Spiders Ins. - Hyundai Hillstate | 1-3 | 25-18, 20-25, 15-25, 16-25 |

#### Finale
| Gara 1 |                               |     |                     |
|        |                               |     |                     |
| 17-03  | IBK Altos - Hyundai Hillstate | 0-3 | 18-25, 23-25, 17-25 |

| Gara 2 |                               |     |                     |
|        |                               |     |                     |
| 19-03  | IBK Altos - Hyundai Hillstate | 0-3 | 14-25, 21-25, 21-25 |

| \| Gara 3 \| \| \| \| \| \| \| \| \| \| 21-03 \| Hyundai Hillstate - IBK Altos \| 3-0 \| 25-22, 25-20, 25-18 \| |                               |     |                     |
| Gara 3 |                               |     |                     |
| |                               |     |                     |
| 21-03 | Hyundai Hillstate - IBK Altos | 3-0 | 25-22, 25-20, 25-18 |

## Premi individuali
| Premio                    | Giocatrice        | Squadra           |
| ------------------------- | ----------------- | ----------------- |
| MVP della Regular Season  | Elizabeth McMahon | IBK Altos         |
| MVP delle finali play-off | Yang Hyo-jin      | Hyundai Hillstate |
| MVP dell'All-Star Game    | Bae Yoo-na        | GS Caltex Seoul   |
| MVP 1º round              | Lee Jae-yeong     | Pink Spiders      |
| MVP 2º round              | Yang Hyo-jin      | Hyundai Hillstate |
| MVP 3º round              | Yang Hyo-jin      | Hyundai Hillstate |
| MVP 4º round              | Elizabeth McMahon | IBK Altos         |
| MVP 5º round              | Elizabeth McMahon | IBK Altos         |
| MVP 6º round              | Park Jeong-ah     | IBK Altos         |
| Miglior allenatore        | Yang Chul-ho      | Hyundai Hillstate |
| Miglior esordiente        | Kang So-hwi       | GS Caltex Seoul   |
| Miglior palleggiatrice    | Kim Sa-nee        | IBK Altos         |
| Miglior opposto           | Elizabeth McMahon | IBK Altos         |
| Miglior schiacciatrice    | Lee Jae-yeong     | Pink Spiders      |
| Miglior schiacciatrice    | Emily Hartong     | Hyundai Hillstate |
| Miglior centrale          | Yang Hyo-jin      | Hyundai Hillstate |
| Miglior centrale          | Katherine Bell    | GS Caltex Seoul   |
| Miglior libero            | Na Hyun-jung      | GS Caltex Seoul   |

## Classifica finale
| Pos | Squadra           |
| --- | ----------------- |
| 1   | Hyundai Hillstate |
| 2   | IBK Altos         |
| 3   | Pink Spiders      |
| 4   | GS Caltex Seoul   |
| 5   | Gyeongbuk Hi-Pass |
| 6   | KGC Ginseng       |